# Anna Russell
Pour les articles homonymes, voir Russell.
Anna Worsley Russell (novembre 1807, Arnos Vale - 11 novembre 1876, Kenilworth) est une botaniste britannique. 

## Biographie
Originaire de Bristol, Anna Worsley est l'une des sept enfants de Philip John Worsley, raffineur de sucre. La famille suit les principes de la doctrine de l’unitarisme, et plusieurs d'entre eux montrent des intérêts pour les sciences. Anna Worsley se passionne pour l'histoire naturelle. Elle étudie l'entomologie, avant de s’orienter vers les plantes. Elle partage cet intérêt avec son beau-frère, Thomas Butler, plus tard le recteur d'une paroisse près de Nottingham et le père du romancier Samuel Butler.
En 1844, Anna Worsley se marie avec Frederick Russell, également unitarien et botaniste. Ami de longue date, Frederick Russell accompagnait déjà Anna Worsley lors de ses expéditions de cueillette de plantes et recueillait quelques spécimens pour elle. Le couple s’installe à Brislington près de Bristol, puis déménage à Kenilworth en 1856,.
Anna Russell décède à Kenilworth le 11 novembre 1876. Elle lègue ses dessins au British Museum of Natural History, son herbier et sa collection d'œufs d'oiseaux au Birmingham & Midland Institute. 

## Études et sujets de recherche
Le premier volume du New Botanist's Guide de H. C. Watson est publié en 1835. Celui-ci contient des contributions substantielles d’Anna Worsley, à savoir une liste de plantes à fleurs de la région de Bristol. En 1839, la botaniste publie son premier ouvrage dédié aux plantes référencées dans le quartier de Newbury. Le livre compte trente et une pages et comprend les premiers enregistrements dans le Berkshire de plus de soixante espèces.
À la même période, Anna Worsley rejoint la Botanical Society of the British Isles et contribue activement à faire découvrir ses recherches. Elle développe un intérêt particulier pour les mousses et les champignons.
Anna Russell étudie les champignons dans la région de Warwickshire, et publie un article dans le Journal of Botany sur les espèces locales rares, accompagné de près de sept cent trente dessins. Elle est décrite comme « la botaniste de terrain la plus habile et la plus remarquable de son époque ».